# Etheostoma atripinne
Etheostoma atripinne е вид лъчеперка от семейство Percidae.